# مارتون لو مور
مارتون لو مور (به انگلیسی: Marton-le-Moor) یک روستا و محله مدنی در بریتانیا است که در بخش هروگت واقع شده‌است. مارتون لو مور ۱۸۲ نفر جمعیت دارد.